# Сан-Теодоро (провінція Мессіна)
Сан-Теодоро (італ. San Teodoro, сиц. U Casali) — муніципалітет в Італії, у регіоні Сицилія,  метрополійне місто Мессіна.
Сан-Теодоро розташований на відстані близько 490 км на південний схід від Рима, 125 км на схід від Палермо, 85 км на південний захід від Мессіни.
Населення — 1413 осіб (2014).

## Демографія
Населення за роками:

Станом на 1 січня 2023 року в муніципалітеті офіційно проживало 16 іноземців з 3 країн, серед них 14 громадян країн Євросоюзу.

## Сусідні муніципалітети
- Чезаро
- Троїна